# 恰克苏
恰克苏（Chaksu），是印度拉贾斯坦邦Jaipur县的一个城镇。总人口29111（2001年）。

## 人口
该地2001年总人口29111人，其中男性15253人，女性13858人；0—6岁人口5496人，其中男2905人，女2591人；识字率53.26%，其中男性为66.71%，女性为38.45%。